# George Inness

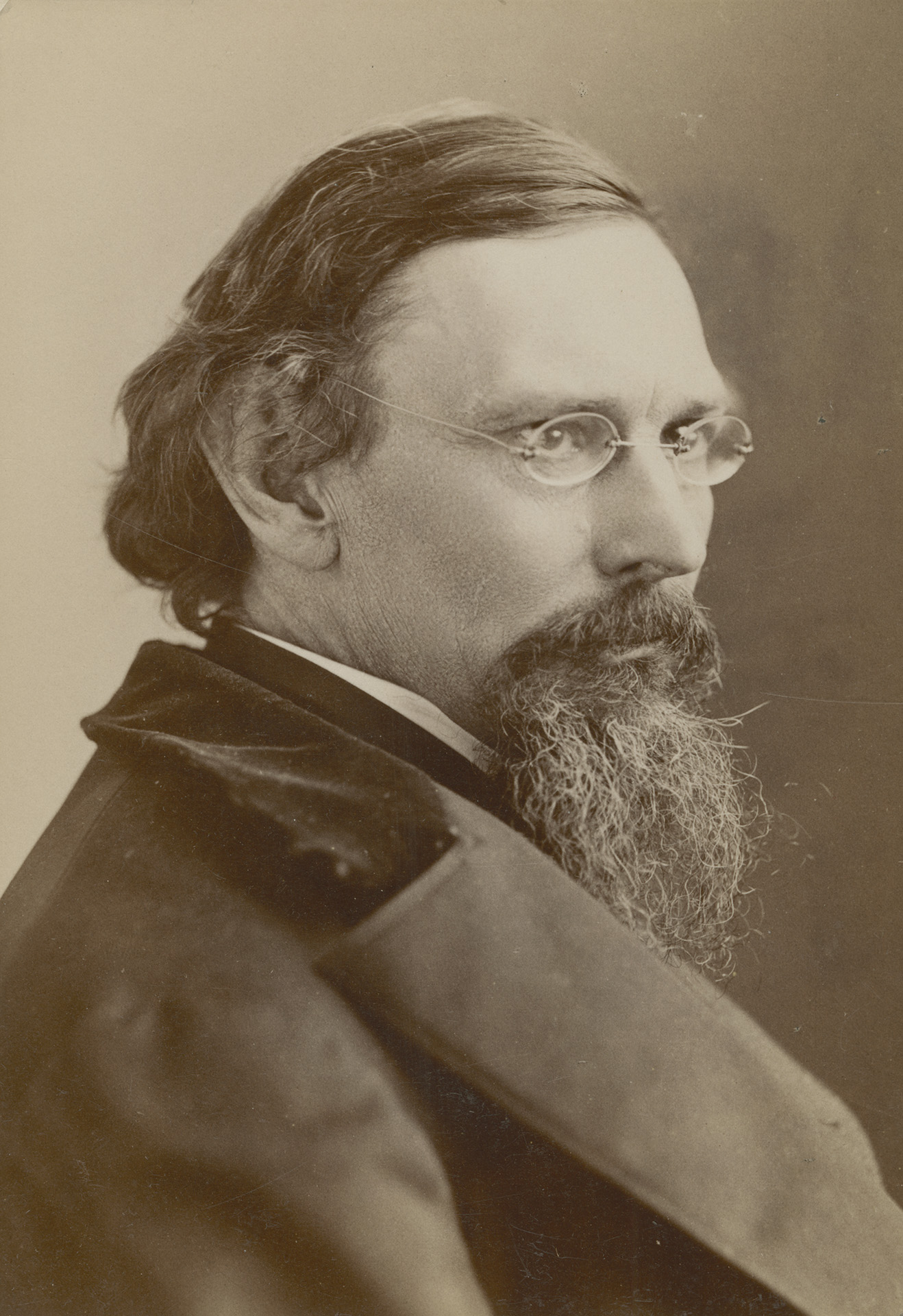
George Inness,
Foto: Napoleon Sarony, nach 1875

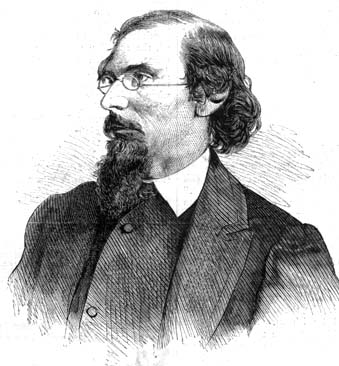
George Inness, vor 1867

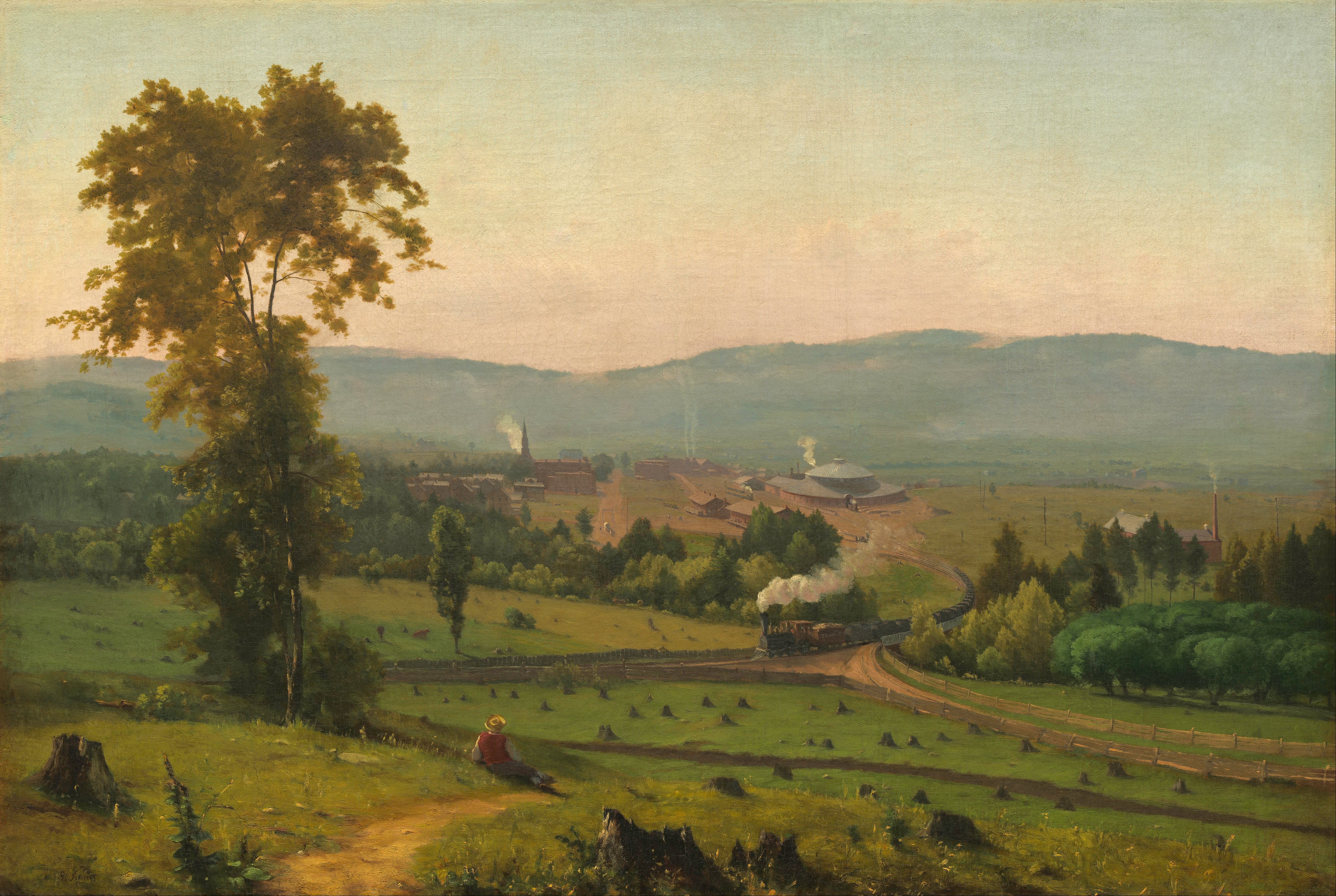
Zug im Lackawanna-Tal, 1855

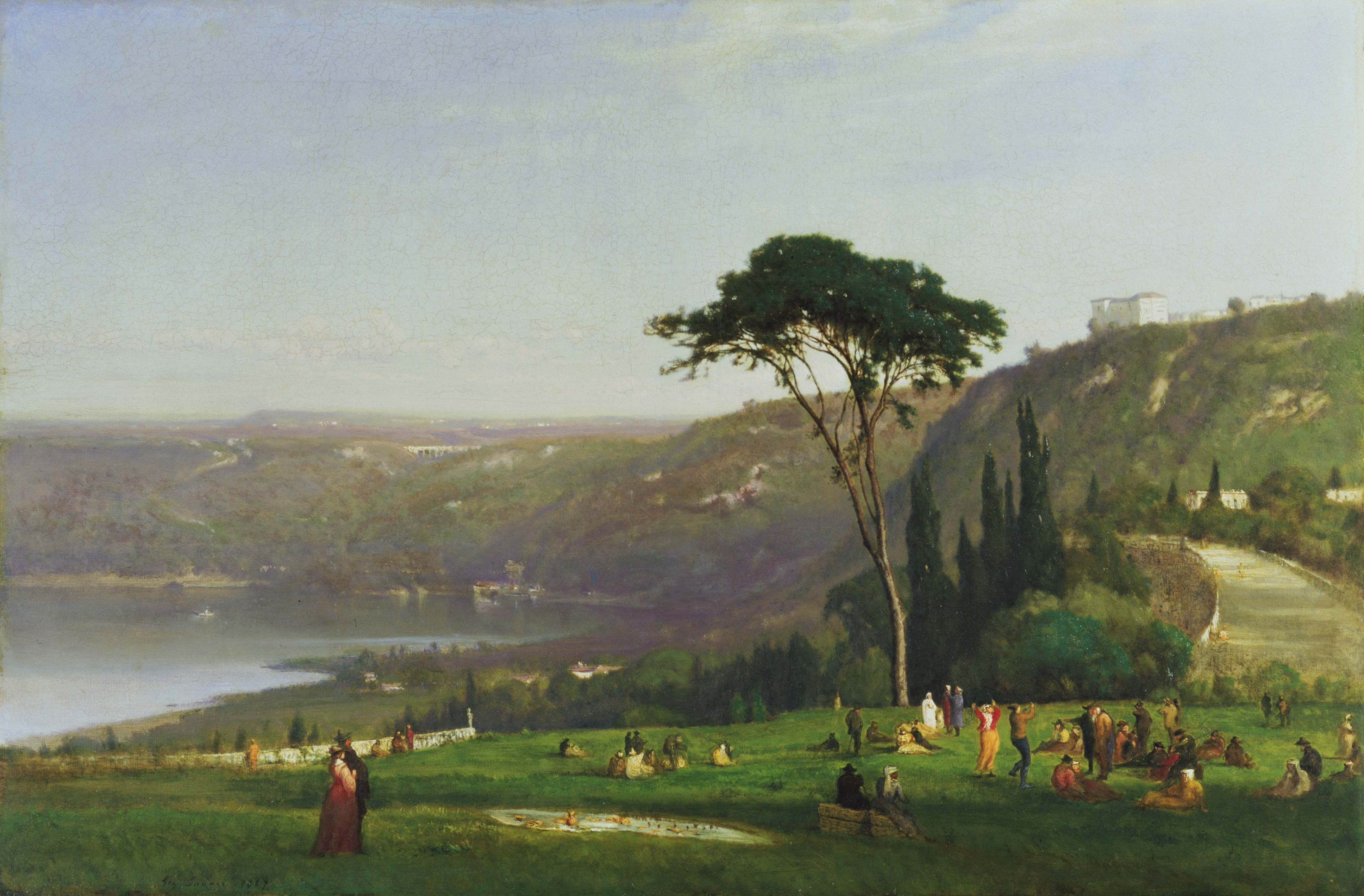
Albaner See, Italien, 1869

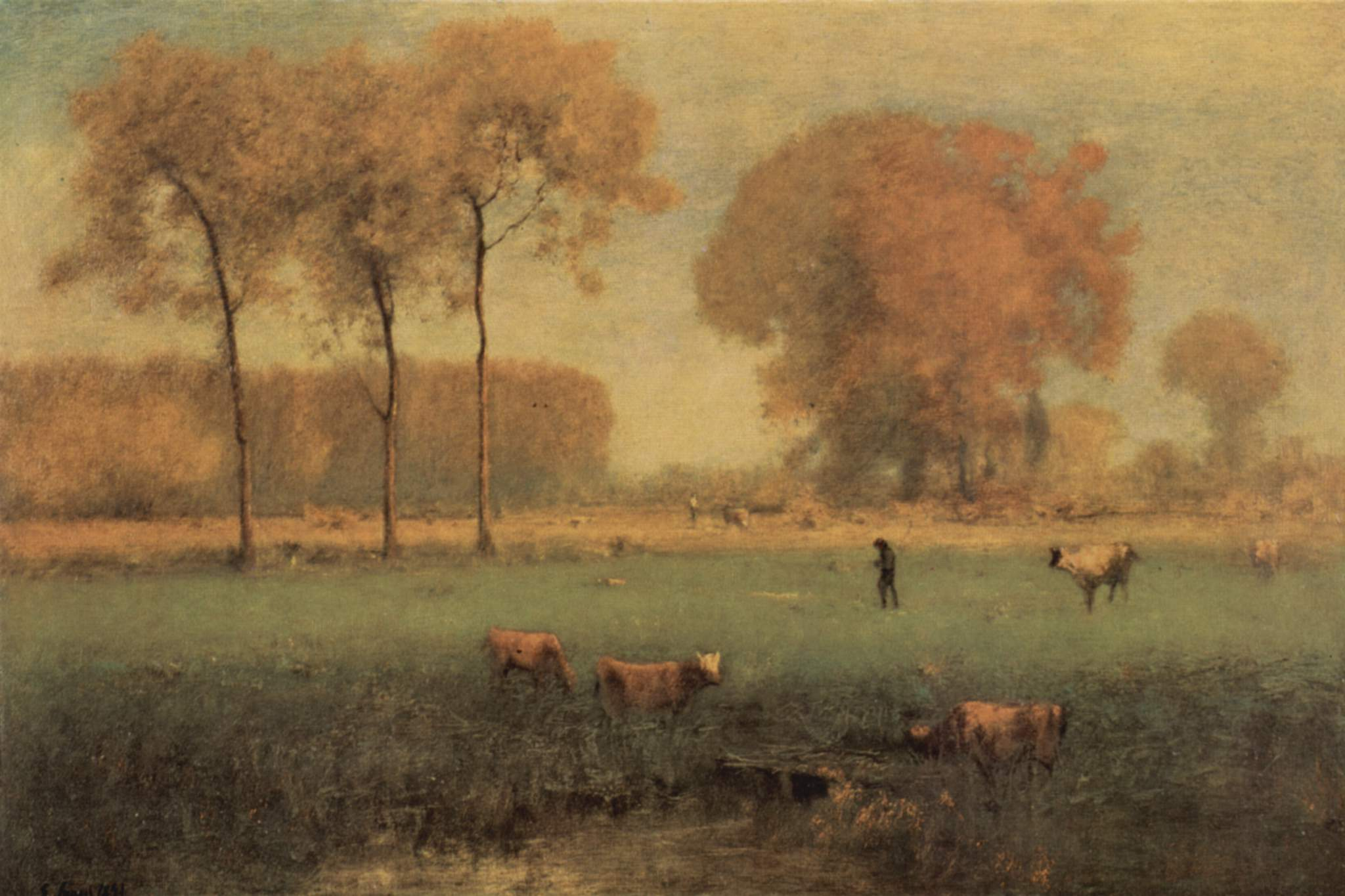
Altweibersommer, 1894

George Inness (* 1. Mai 1825 in Newburgh, Orange County, New York; † 3. August 1894 in Bridge of Allan, Schottland) war ein amerikanischer tonalistischer Maler.

## Leben und Werk
Inness begann seine künstlerische Karriere im Stil der Maler der Hudson River School. Während seiner Reisen nach Paris in den frühen 1850ern geriet er jedoch unter den Einfluss von Künstlern der französischen Schule von Barbizon. Barbizoner Landschaftsmalerei war bekannt für ihre lockere Pinselführung, dunkle Palette und die Betonung von Stimmungen. Inness wurde schnell der amerikanische Exponent des Barbizon-Stils, den er in einen höchst eigenen entwickelte. Er wurde als der beste amerikanische Landschaftsmaler seiner Zeit geschätzt.
Inness war das fünfte von 13 Kindern eines Lebensmittelhändlers. Seine Familie zog nach Newark, als er etwa vier Jahre alt war. Als Jugendlicher arbeitete er als Kartengraveur und skizzierte Naturszenen auf den Rändern. Während dieser Periode lenkte er die Aufmerksamkeit des Künstlerkollegen Régis Gignoux auf sich, zu dem er bald danach nach New York City zog, um mit ihm zu studieren. Als Inness in seinen frühen Zwanzigern war, bezahlte ihm ein Förderer namens Ogden Haggerty eine Reise nach Europa, um zu malen und zu lernen. Er verbrachte ein Jahr in Italien und ein weiteres Jahr in Frankreich, bevor er in die Vereinigten Staaten zurückkehrte.
Während der 1850er war Inness von der Delaware, Lackawanna and Western Railroad beauftragt, mit Gemälden das Wachstum dieser Eisenbahngesellschaft in den frühindustriellen USA zu dokumentieren. Nachdem er bereits seit 1853 assoziiertes Mitglied (ANA) der New Yorker National Academy of Design war, wurde er 1868 zum Vollmitglied (NA) dieser Institution gewählt.
Neben der Malerei der Schule von Barbizon, die er in Frankreich kennengelernt hatte, war Inness stark von der Theologie Emanuel Swedenborgs beeinflusst. Vom Künstler William Page in den 1860ern in die Swedenborgischen Ideen eingeführt, zog er Inspiration betreffend das Göttliche in der Schöpfung aus diesen Ideen, insbesondere die Auffassung, dass alles in der Natur eine korrespondierende Beziehung mit etwas spirituellem hat und so einen „Influx“ von Gott erhält, um kontinuierlich zu existieren.
Inness wurde auch von William James (der ebenfalls von Swedenborg beeinflusst war) beeinflusst. Insbesondere war er inspiriert von James’ Idee des Bewusstseins als eines „Stroms von Gedanken“ und ebenso seiner Ideen dazu, wie mystische Erfahrungen die individuelle Perspektive zur Natur formen.